# Санта-Мария-ин-Органо
Санта-Мария-ин-Органо (итал.  La chiesa di Santa Maria in Organo, La chiesa di Santa Maria Assunta) — католическая церковь Вознесения Девы Марии в городе Верона, область Венето, (Италия). 
Построена монахами Бенедиктинского ордена. Название «Органо» происходит от расположенной рядом башни под названием «Органум» (лат. Organum), в которой находятся часы с водяным механизмом (в греческих текстах III в. до н. э. — VII в. н. э. встречается название «органон» для обозначения механизмов, работающих на воде) . По одной из версий, башня являлась частью античного надгробного монумента, мавзолея, расположенного вдоль древней дороги Постумия на выходе из города. По другой — слово «Органарио» означает не здание, а место рядом с рекой, где брали воду для нужд города с помощью подъёмного механизма (органона) .

## История
Бенедиктинское аббатство Санта-Мария-ин-Органо было основано в VII в., между 650 и 664 годами, герцогом Фриули, и по этой причине аббатство подчинялось патриарху Аквилеи, а не епископу Вероны. Старинное церковное здание было перестроено в романском стиле после землетрясения 1117 года и освящено в 1131 году в честь Вознесения Девы Марии (Ассунта). От первого здания в крипте церкви сохранились лишь фрагменты.
С 1444 года с согласия Папы Евгения IV монастырь перешёл в ведение монахов бенедиктинского ордена конгрегации Оливетанцев (лат. Fratres eremitae de monte Oliveti — «Братьев отшельников с Масличной горы»).
Трапезная и основные здания монастыря были завершены в 1472 году. Церковь перестраивали в 1481—1518 годах, вероятно, по проекту архитектора Франческо да Кастелло. Колокольня (1495—1533) начата фра Джованни да Верона, но завершена Франческо да Кастелло. Между 1546 и 1592 годами строили фасад церкви по проекту Микеле Санмикели, но он остался незавершённым.

## Архитектура
Церковь построена в виде трёхнефной базилики, с планом в форме латинского креста, с трансептом и пресбитерием, под которым расположена крипта.
Фасад церкви сохранил верхнюю часть архитектуры романского периода, а нижняя, ренессансная, как считают специалисты, вдохновленная храмом Малатеста в Римини, отражает проект Микеле Санмикели: три большие арки и колонны с  коринфскими капителями из белого мрамора.

## Интерьер церкви
Три нефа церкви разделены двумя рядами колонн. Трансепт приподнят на шесть ступеней, за ним находится пресбитерий, ограждённый балюстрадой и многоугольным  хором. Центральный неф перекрыт цилиндрическим сводом, «рукава» трансепта — крестовыми сводами. По сторонам нефов имеется множество капелл с малыми алтарями. Алтарные картины, фрески трансепта и средокрестия с изображениями четырёх евангелистов и четырёх учителей церкви писал Доменико Мороне. Фрески пресбитерия на ветхозаветные сюжеты: Никколо Джольфино и Джованни Франческо Карото.
Кресла хора (стасидии) с изысканной резьбой и деревянными интарсиями создал в 1519—1523 годах выдающийся мастер фра Джованни да Верона. Он же сделал в сакристии инкрустированные панели с изображениями архитектуры, пейзажей, птиц, церковных атрибутов — шедевр интарсии по дереву.
В помещении крипты имеется небольшая четырехугольная апсида с алтарным образом «Экстаз Святого Франциска Ассизского» работы Алессандро Турчи (1644) и фресковым циклом на сводах и в люнетах созданным Франческо Мороне.

## Примечания

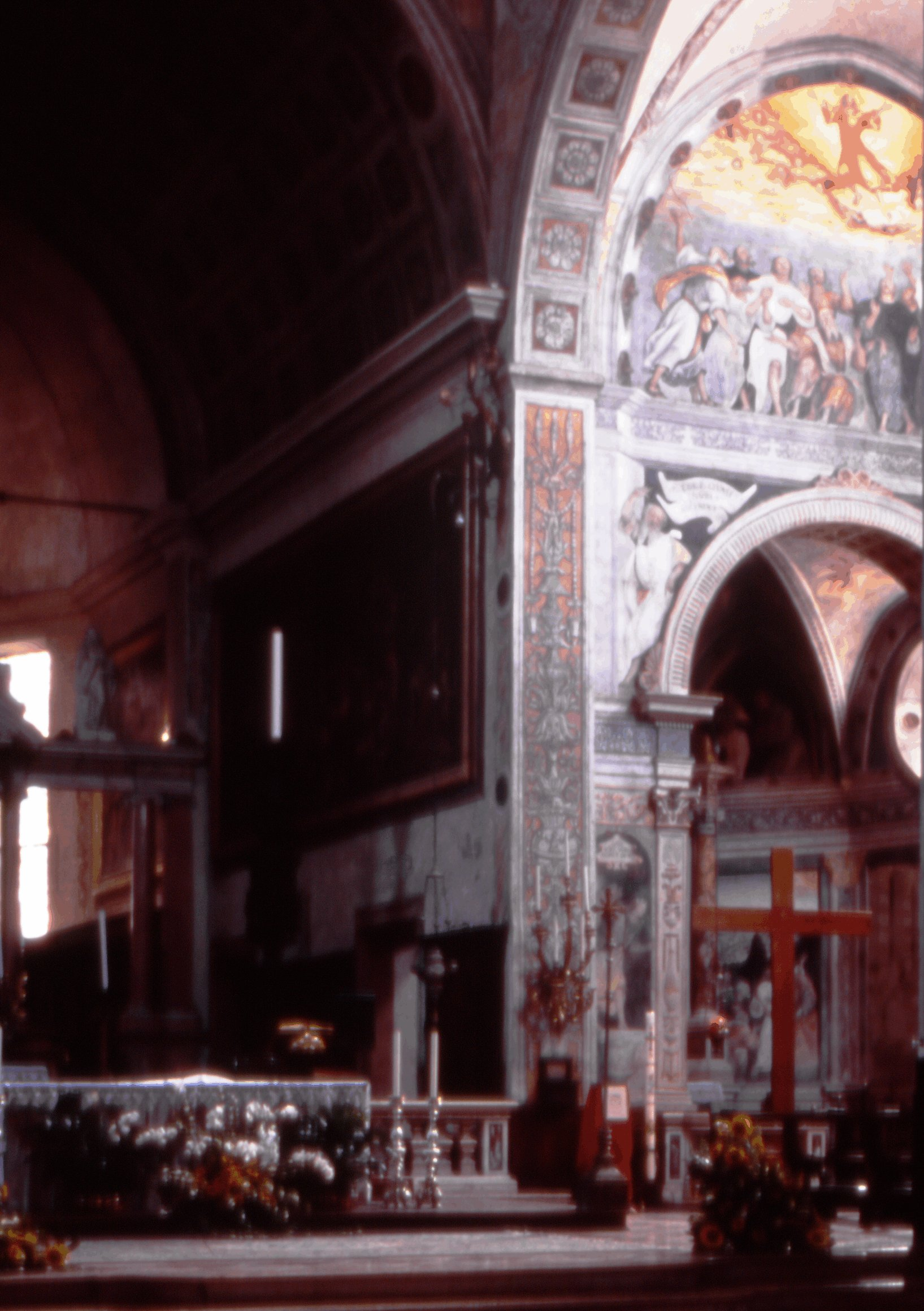
Интерьер правого нефа
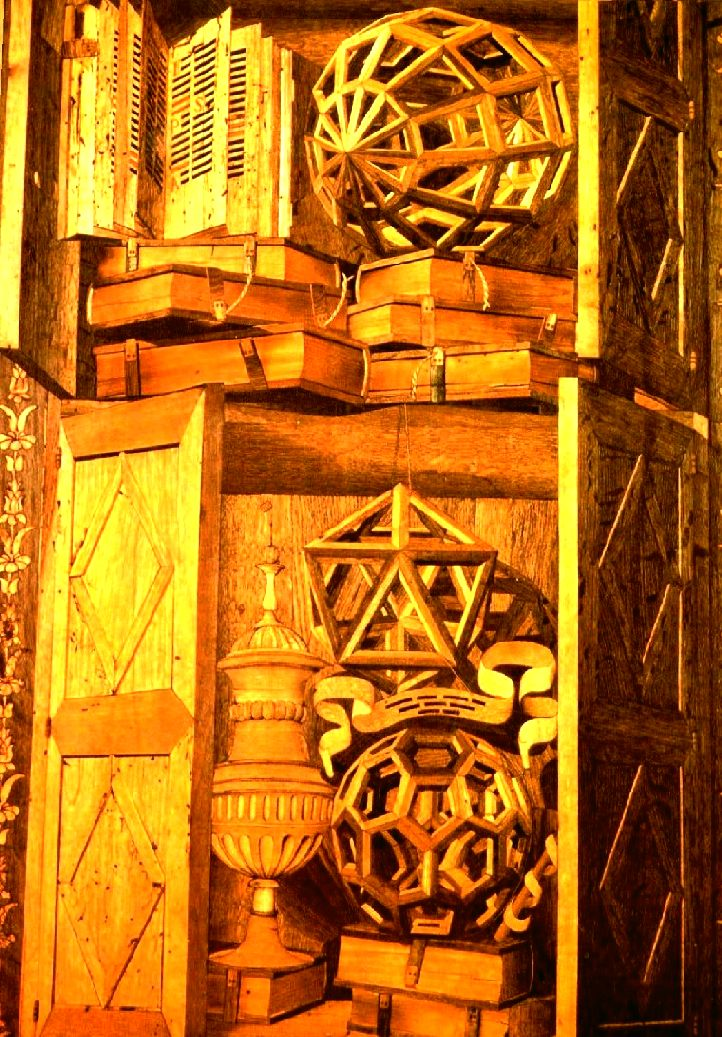
Инкрустация хоров церкви